# 维西纯红杜鹃
维西纯红杜鹃（学名：Rhododendron sperabile var. weihsiense）为杜鹃花科杜鹃花属下的一个变种。

## 扩展阅读
- 維基物種上的相關：维西纯红杜鹃